# Chandler Hutchison
Chandler Hutchison (ur. 26 kwietnia 1996 w Mission Viejo) – amerykański koszykarz, występujący na pozycji niskiego skrzydłowego.
25 marca 2021 został wytransferowany do Washington Wizards. 6 sierpnia 2021 trafił w wyniku wymiany do San Antonio Spurs.
7 września 2021 został zawodnikiem Phoenix Suns. 4 stycznia 2022 opuścił klub.

## Osiągnięcia
Stan na 5 stycznia 2022, na podstawie, o ile nie zaznaczono inaczej.
NCAA
- Uczestnik turnieju NCAA (2015)
- Mistrz sezonu regularnego konferencji Mountain West (MW – 2015)
- Zawodnik roku konferencji MW (2018)
- Zaliczony do I składu:
  - MW (2017, 2018)
  - defensywnego MW (2018)
  - turnieju Puerto Rico Tip-Off Classic (2018)
- Zawodnik tygodnia konferencji Mountain West (2.01.2017, 4.12.2017, 2.01.2018, 15.01.2018)